# Xenophrys shuichengensis
Xenophrys shuichengensis är en groddjursart som först beskrevs av Tian, Gu och Sun 2000.  Xenophrys shuichengensis ingår i släktet Xenophrys och familjen Megophryidae. IUCN kategoriserar arten globalt som otillräckligt studerad. Inga underarter finns listade i Catalogue of Life.